# Assuéfry
Assuéfry este o comună din departamentul Tanda, regiunea Gontougo, Coasta de Fildeș.